# Rossi (Varese)
Rossi is een historisch merk van motorfietsen.
De bedrijfsnaam was: Officina Meccanica Paolo Rossi, Varese.
Rossi was een Italiaans merk dat alleen in 1929 motorfietsen bouwde met een bijzonder aluminium frame en dwarsgeplaatste 346cc-V-twin kopklepmotor.